# Los Tres Tesoros
Los Tres Tesoros (日本 誕生 Nippon Tanjō?, lit. Nacimiento de Japón) es una película japonesa de 1959 dirigida por Hiroshi Inagaki. La película está basada en las leyendas Kojiki y Nihonshoki y los orígenes del sintoísmo. La película fue la más taquillera para Toho ese año y la segunda producción doméstica más taquillera en Japón del año.

## Argumento
Los Tres Tesoros  cuenta la historia de la leyenda  Yamata no Orochi, y presenta la gran aventura de Susanoo mientras lucha contra la legendaria serpiente Orochi, con el fin de salvar las doncellas de un pueblo en el país japonés recién formado.

## Reparto
- Toshiro Mifune como  Prince Yamato Takeru y Susanoo.
- Takashi Shimura como Kumaso anciano.
- Kōji Tsuruta como Kumaso de joven.
- Ganjirō Nakamura como el emperador Keikō.
- Akira Takarada como  el príncipe de Wakatarashi.
- Kinuyo Tanaka como la princesa Yamato.
- Yoko Tsukasa como la princesa Oto Tachibana.
- Kyōko Kagawa como la princesa Miyazu.
- Setsuko Hara como Amaterasu
- Nobuko Otowa como la diosa Anenouzume

## Producción
Stuart Galbraith IV describió la película como una epopeya religiosa al estilo del director Cecil B. DeMille que presentaba «virtualmente a todos los jugadores de estrellas y bits en el lote de Toho».

## Versión
Los tres tesoros  se distribuyeron en cines en Japón por  Toho el 1 de noviembre de 1959. La película fue la película más rentable de Toho del año y la segunda película nacional más taquillera de 1959. La película fue lanzada en los Estados Unidos por Toho International Company con subtítulos en inglés el 20 de diciembre de 1960. Esta versión de la película se cortó a 112 minutos.